# Kumamoto International Road Race
El Kumamoto International Road Race era una cursa ciclista d'un dia que es disputava anualment pels voltants de Kumamoto, Japó. La cursa va formar part de l'UCI Àsia Tour, amb una categoria 1.2.

## Palmarès
| Any  | Vencedor          | Segon              | Tercer           |
| ---- | ----------------- | ------------------ | ---------------- |
| 2009 | Yasuharu Nakajima | Shinichi Fukushima | Miyataka Shimizu |
| 2010 | Takashi Miyazawa  | Yusuke Hatanaka    | Shinri Suzuki    |